# アンドレ・ジェダルジュ
アンドレ・ジュダルジュ（André Gedalge-発音例, 1856年12月17日 – 1926年2月5日）は、フランスの作曲家、音楽理論家。 

## 略歴
パリ音楽院でエルネスト・ギローに師事し、ローマ賞第二席を受賞した。19世紀末にオペラとバレエを連作して注目を浴びるが、新世代の台頭とともに教育者としての定評を得る。彼の数多い弟子の中にはナディア・ブーランジェが含まれており、ブーランジェはジュダルジュから教わったとおり、フーガを最上の過程と位置づけた。
現在ジュダルジュは「フーガの教程」Traité de la Fugueの著者として知られている。モーリス・ラヴェルは「ジュダルジュ先生からは技術を学びました」と回顧したとおり、厳しいエクリチュールを弟子に伝えた。Enoch社から復刻販売されている。
「ルイジ・ケルビーニ先生は『対位法とフーガ』という名著を残されたが、実は先生の範例には若干の誤りがあり、私がそれを直しました」というコメントにあるように、「対位法の教程」Traité de contrepointの原稿も残されていた（Traité de la Fugue の巻頭では続刊とともにTraité de contrepointの刊行も予告されていた）が、長らく未発表であった。21世紀に入り新しく出版され、編者によってウェブ上でも公開されている。

## 主要な作品

### オペラ
- Pris au piège （1890年） オペラ・コミック
- Le Petit Savoyard （1891年） パントマイム
- Le Rabbin （1891年） オペラ・コミック
- Hélène （1893年） Drama
- La farce du cadi （1897年）
- Sita, Légende dramatique
- Yvette, パントマイム

### バレエ
- Phoebé （1900年）

### 交響曲・協奏曲
- 交響曲第1番ニ長調（1893年）
- ピアノ協奏曲ハ短調 作品16（1899年）
- 交響曲第2番ハ短調（1902年/1912年オーケストレーション改訂）
- 交響曲第3番ヘ長調（1910年）
- ヴァイオリン協奏曲
- 交響曲第4番イ短調（未完）

### 室内楽
- 弦楽四重奏曲ロ短調（1892年）
- ヴァイオリンとピアノのためのソナタ第1番ト長調 作品12（1897年）
- ヴァイオリンとピアノのためのソナタ第2番イ短調 作品19（1900年）

## 著書
- Traité de la fugue（1901年）
- l'Enseignement de la Musique par l'éducation de l'oreille （1922年）
- Traité de contrepoint (2008年出版)

## ディスク
- André Gedalge – Pièces instrumentales et mélodies Geneviève Laurenceau, violin – Mario Hacquard, baritone – Lorène de Ratuld and Claude Collet, piano – Benny Sluchin, trombone – Antoine Curé, trumpet. CD Polymnie (2007)